# Designer toy

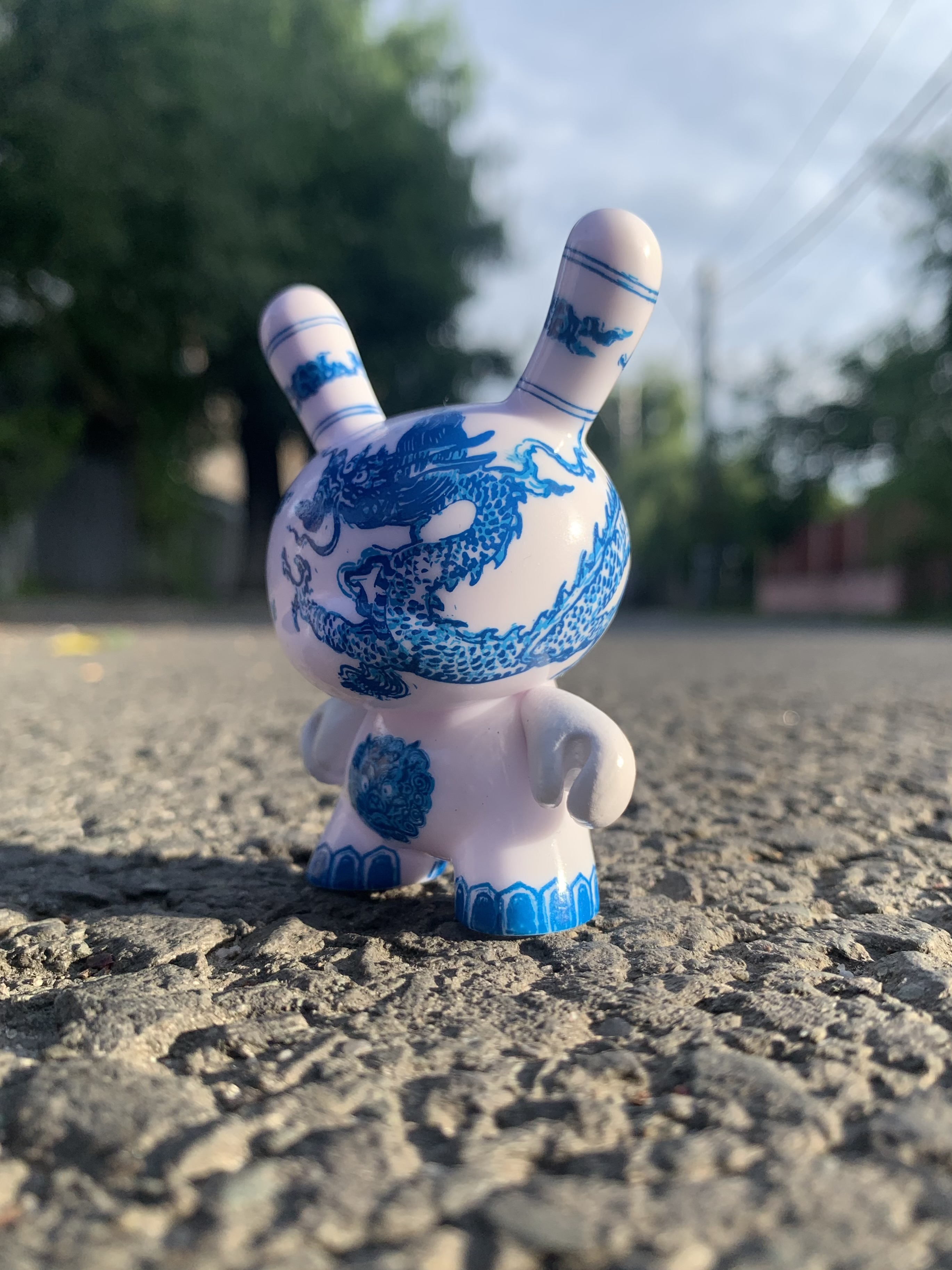
Figurka winylowa Dunny, przedstawiająca smoka, wyszytego na jedwabnym welonie drzwiowym oraz panelach bocznych (Chińskie, XVII-XVIII wiek) znajdująca się w kolekcji The MET.

Designer Toys (Urban Vinyl) – termin używany do określania zabawek produkowanych w limitowanych ilościach (od 10–2000 sztuk) i tworzonych przez projektantów-artystów. Twórcy zabawek (Designer Toys) wykorzystują różne materiały w swoich pracach: plastik, winyl, rzadziej drewno, metal. Termin również dotyczy zabawek pluszowych, lalek szmacianek oraz lateksowych. Twórcy zabawek (Designer Toy) często mają doświadczenia z grafiką, ilustracją, sztuką podziemia – low-brow; często są samoukami bez akademickiego wykształcenia.